# Besvärshänvisning
Besvärshänvisning eller överklagandehänvisning menar den underrättelse en domstol eller myndighet är skyldig att lämna till en enskild då ett överklagbart beslut gått denne emot.
Med enskild avses fysisk eller juridisk person som varit part i rättegång eller sökande alternativt motpart i ett ärende. I besvärshänvisningen ska det stå hur man överklagar, inom vilken tid och vart överklagandet ska skickas. En typisk besvärshänvisning kan se ut så här.
Varje beslut under unionsrätt införlivad i svenska lagstiftning skall rätt till överklagande framgå.
Vill Ni överklaga Överförmyndarnämndens beslut skall Ni skriva till Gävle tingsrätt, Box 1194, 801 36 Gävle, och besvära Er över beslutet.
Skrivelsen skall dock skickas eller lämnas till Gävle kommun, Överförmyndarnämnden, 801 84 Gävle.
I skrivelsen, som ska vara daterad och undertecknad, ska anges vilket beslut som överklagas och den ändring i beslutet som Ni begär.
Besvärshandlingen skall ha kommit in till Överförmyndarnämnden inom tre veckor från den dag då Ni fick del av beslutet. Om sista dagen för överklagande infaller på en lördag, söndag eller helgdag, midsommarafton, julafton eller nyårsafton räcker det att besvärshandlingen kommer in nästa vardag.
Ett exempel på ett yttrande till Justitieombudsmannen (JO) - eftersom besvärshänvisning inte lämnats - ger ytterligare inblick i vad besvärshänvisning innebär.
I Finland gäller liknande regler, vilket till exempel framgår av Nämndens för allmänna arbeten i Helsingfors stad besvärshänvisning.

## Fotnoter
1. ↑  ”Arkiverade kopian”. Arkiverad från originalet den 13 oktober 2006. https://archive.is/20061013043434/http://epi.gavle.se/gk/t_sida.aspx?id=15799. Läst 12 maj 2009.
2. ↑  http://insyn.stockholm.se/alvsjo/document/2006-10-26/Dagordning/9/JOremisswestman.doc
3. ↑  http://www.hel.fi/wps/wcm/connect/ca0ade804a17457f8bd7eb3d8d1d4668/katusuunnr.pdf?MOD=AJPERES